# Jan Prochanow

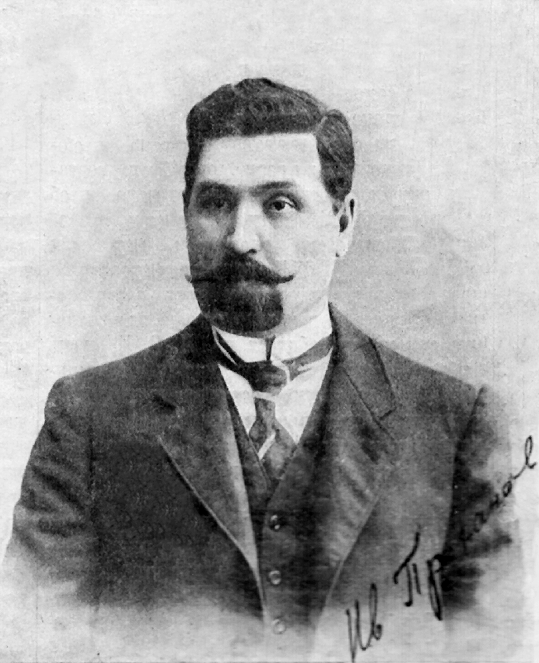

Jan Stiepanowicz Prochanow (ros. Иван Степанович Проханов) (ur. 17 kwietnia 1869 w Władykaukazie, zm. 6 października 1935 w Berlinie) – rosyjski przywódca religijny, pisarz, publicysta, wydawca, wykładowca teologii, kaznodzieja, reformator, poeta przebudzenia ewangelicznego w Rosji. Działacz chrześcijański i polityczny. Nieoficjalnie bywa nazywany „reformatorem Wschodu” co świadczy o roli jaką odegrał w rozwoju chrześcijaństwa ewangelicznego na terenach ówczesnej Rosji.

## Życiorys
W latach 1908-1928 przewodniczył Wszechrosyjskiemu Związkowi Chrześcijan Wiary Ewangelicznej. W 1917 założył Partię Chrześcijańsko-Demokratyczną "Воскресение" (Zmartwychwstanie). Ojciec rosyjskiego botanika i systematyka Jarosława Prochanowa, dziadek pisarza rosyjskiego Aleksandra Prochanowa. Od 1928 roku przebywał na emigracji. Jego rodzice byli mołokanami i od nich przyjął Chrześcijaństwo Ewangeliczne.
W 1902 roku pomimo carskiej cenzury udało mu się wydać pierwszy śpiewnik dla zborów ewangelicznych na ziemiach rosyjskich pod nazwą "Gusli" (Harfa), w którym większość pieśni była jego autorstwa, a mniejsza część była tłumaczona z innych języków. Wydał zbiór wierszy zatytułowany "Struny serca". Rozpoczął edycję czasopism Chrześcijanin i Gwiazda poranna. Wydawał także spisane doktryny Ewangelicznych Chrześcijan: O wkładaniu rąk, O ordynacji, O ślubie i rozwodzie, O służbie niewiast w kościele. Dzięki jego staraniom wydano kilka edycji Biblii. Niektóre z jego pieśni zostały przetłumaczone na język polski i wydane w Śpiewniku Pielgrzyma. Polskimi przedstawicielami tradycji ruchu ewangelicznych chrześcijan, założonego w Rosji przez Jana Prochanowa jest Kościół Ewangelicznych Chrześcijan w RP oraz Kościół Ewangeliczny w RP.